# マダガスカルの地方行政区画
マダガスカルの地方行政区画は、フランスの植民地であった時代の区分を踏襲して、国土を6州に分けるシステムを基本として成立した。以後、沿岸部と首都の間のパワーバランスをめぐる政治的な駆け引きを反映して、各州の高い独立性を認める自治州の創設や、その廃止がなされたり、首都を含む地域に特別な行政区の設置がなされたりした。行政の最小単位となる基礎自治体に関しては、植民地時代以来のコミューン（マダガスカル語でカウミニナという）に代えて、植民地時代以前の村落共同体に基礎を置くフクヌルナの創設をしようとしたり（1960年代）、フクンターニの創設をしたりした（2010年代）が、いずれの改革も成功を収めていない。

## 2015年以降

2017年現在、マダガスカルの第一級地方行政区である州の区画割を示す図

2014年頃から再編に向けた法制化がすすめられ、2015年4月1日、行政区画の創設に係る内務・地方分権化省省令（デクレ）n°2015 – 593号により、Provinces（州） −　Préfectures（県） − Districts（郡） − Arrondissements Administratifs（行政区） の四層構造とすることが定められた（同デクレ第1章）。Provinces（州）はかつての Collectivité Territoriale Décentralisée（分散型地域共同体、自治州）を、Préfectures（県）はかつての　Région（地域圏）を、Districts（郡）はかつてのDistricts（郡）を踏襲することとされた（同デクレ第2章）。その他、ヌシ・ベ島とサント・マリー島にそれぞれPréfectures（県）を割り当てるなどの特別規定が定められた結果（同デクレ第3章）、マダガスカルの地方行政区分は、6州、24県、117郡となった（同デクレ付表）。Districts（郡）は、かつての Commune（コミューン）を複数含むものと規定され（同デクレ第2章第6条）、線引きに実質的な変更がある。フクンターニは廃止された。定着しなかったマダガスカル語地名の放棄や、つづり字の変更など、県名や郡名にデノミナシオンが行われた（同デクレ付表）。
| No. | 州名               | 州都               | 人口 （1993年国勢調査） | 人口 （2001年推定） | 人口 （2011年推定） | 面積（km²） |
| --- | ------------------ | ------------------ | ----------------------- | ------------------- | ------------------- | ----------- |
| 1   | アンタナナリボ州   | アンタナナリボ     | 3,483,236               | 4,580,788           | 6,009,512           | 58,283      |
| 2   | アンツィラナナ州   | アンツィラナナ     | 942,410                 | 1,188,425           | 1,529,631           | 43,046      |
| 3   | フィアナランツァ州 | フィアナランツォア | 2,671,150               | 3,366,291           | 4,303,368           | 102,373     |
| 4   | マジュンガ州       | マジュンガ         | 1,330,612               | 1,733,917           | 2,491,836           | 150,023     |
| 5   | トアマシナ州       | トゥアマシナ       | 1,935,330               | 2,593,063           | 3,158,039           | 71,911      |
| 6   | トゥリアラ州       | トゥリアラ         | 1,729,419               | 2,229,550           | 3,140,683           | 161,405     |

## 過去の行政区画

### 地域圏制（2009年-2015年）

2009年から2015年の間、第一級地方行政区として採用されていた地域圏の区画割を示す図

2009年に旧来の自治州の解体、地域圏の第一級行政区画への昇格が行われた。地域圏は全部で22とされた。なお、地域圏は新規に作られた行政区画ではなく、1994年に州の次の行政区分、つまり第二級行政区画としてできたものである。その下の階層として、県 - コミューン - フクンターニを置き、四層構造となっていた。また、その数は 116県 - 16,969フクンターニとなっていた。
| No. | 地域圏                                 | 首府                         | 人口 （2011年推定） | 面積(km²) | 人口密度 |
| --- | -------------------------------------- | ---------------------------- | ------------------- | --------- | -------- |
| 1   | ディアナ地域圏                         | アンツィラナナ               | 663,289             | 19,266    | 34       |
| 2   | サヴァ地域圏                           | サンバヴァ                   | 929,342             | 25,518    | 36       |
| 3   | イタシ地域圏                           | ミアリナリボ                 | 694,381             | 6,993     | 99       |
| 4   | アナラマンガ地域圏                     | アンタナナリボ               | 3,173,077           | 16,911    | 187      |
| 5   | ヴァキナカラチャ地域圏                 | アンツィラベ                 | 1,708,685           | 16,599    | 102      |
| 6   | ブングラバ地域圏                       | ツィルアヌマンディディ       | 433,369             | 16,688    | 25       |
| 7   | ソフィア地域圏                         | アンツヒヒ                   | 1,181,603           | 50,100    | 23       |
| 8   | ブエニ地域圏                           | マジュンガ                   | 757,714             | 31,046    | 24       |
| 9   | ベツィブカ地域圏                       | マエヴァタナナ               | 278,120             | 30,025    | 9        |
| 10  | メラキー地域圏                         | メインティラーノ             | 274,399             | 38,852    | 7        |
| 11  | アロチャ＝マングル地域圏               | アンバトゥンヂャザーカ       | 973,216             | 31,948    | 30       |
| 12  | アツィナナナ地域圏                     | トゥアマシナ                 | 1,204,006           | 21,934    | 54       |
| 13  | アナランジロフォ地域圏                 | フェノアリヴォ・アツィナナナ | 980,817             | 21,930    | 44       |
| 14  | アモロニ・マニア地域圏                 | アンブシチャ                 | 677,508             | 16,141    | 41       |
| 15  | オート・マチアトラ地域圏               | フィアナランツォア           | 1,136,260           | 21,080    | 53       |
| 16  | ヴァトヴァヴィ＝フィトヴィナニィ地域圏 | マナカラ                     | 1,342,135           | 19,605    | 68       |
| 17  | アッチモ＝アツィナナナ地域圏           | ファラファンガナ             | 851,545             | 18,863    | 45       |
| 18  | イフルンベ地域圏                       | イフシ                       | 295,920             | 26,391    | 11       |
| 19  | メナベ地域圏                           | モロンダバ                   | 561,043             | 46,121    | 12       |
| 20  | アッチモ＝アンドレファナ地域圏         | トゥリアラ                   | 1,247,663           | 66,236    | 18       |
| 21  | アンドロィ地域圏                       | アンブブンベ                 | 695,423             | 19,317    | 36       |
| 22  | アヌシ地域圏                           | トラニャロ                   | 636,554             | 25,731    | 24       |

### 1946-2009
1946年、当時まだフランスの植民地であった頃に州が設定された。当初は5つの州が設けられ、アンツィラナナ州は後から作られた。この州制度は、1960年の独立以降も存続する。
一方、1992年に制定された新憲法では、国が詳細に立ち入らないような地方自治体に分割されるべきだとされた。1994年に制定された法律では、地域圏（Region）・県（Department）・コミューン（Commune）の階層が定められ、州については触れられなかった。
1997年に再選されたディディエ・ラツィラカ大統領は1998年に憲法を改正して、既存の州を「自治州」に改めた。これより前まで、憲法は地方行政区画について一切触れず、法律で定める形をとっていた。この自治州は2000年に導入される。この制度導入の公式な説明としては、マダガスカルを連邦国家にするためとなっている。しかし、ラツィラカ大統領が大部分の州で持っていた固定票を明確に示すためという指摘もある。事実、ラツィラカ大統領の所属していたマダガスカル復興連合（AREMA）は2000年の地方選挙で、アンタナナリボ州以外の全ての州で勝利している。
マーク・ラヴァルマナナが「公式集計に誤りがある」と主張するなど混乱した2001年の大統領選挙では、5つの州の知事がラツィラカを支持し、独立を宣言するなど混迷を極めた。ラヴァルマナナが大統領に就任すると、従来の州知事は特別代表団の代表という名称に変わり、事実上自治州という枠組みは終わりを迎えた。一方で、組織は残っていることから名目上は存在し続けている。
その後、自治州の扱いについて様々な憶測が流れたが、2007年4月4日に行われた国民投票で、有権者の大多数が州を解体することを支持した。新たに地域圏（Region）が地方行政区画の最大の単位となった。
州(Province)は、1946年頃から2009年10月まで続いた行政区画。なお、1998年からは自治州という名称であった。州の下に地域圏が存在し、 地域圏 - 県 - フクンターニ と続いていた。2007年に行われた国民投票と新たな地方区分の結果、これらの州は解体されることとなった。移行期間として、30ヶ月（2009年10月）までが取られていた。
| 番号 | 州                                | 地域圏（現在の行政区画）                             |
| ---- | --------------------------------- | ---------------------------------------------------- |
| 1    | アンタナナリボ州 Antananarivo     | アナラマンガ Analamanga                              |
| 1    | アンタナナリボ州 Antananarivo     | ブングラバ Bongolava                                 |
| 1    | アンタナナリボ州 Antananarivo     | イタシ Itasy                                         |
| 1    | アンタナナリボ州 Antananarivo     | ヴァキナカラチャ Vakinankaratra                      |
| 2    | アンツィラナナ州 Antsiranana      |                                                      |
| 2    | アンツィラナナ州 Antsiranana      | ディアナ Diana                                       |
| 2    | アンツィラナナ州 Antsiranana      | サヴァ Sava                                          |
| 3    | フィアナランツォア州 Fianarantsoa | アモロニ・マニア Amoron'i Mania                      |
| 3    | フィアナランツォア州 Fianarantsoa | アッチモ＝アツィナナナ Atsimo-Atsinanana             |
| 3    | フィアナランツォア州 Fianarantsoa | オート・マツィアトラ Haute Matsiatra                 |
| 3    | フィアナランツォア州 Fianarantsoa | イホロンベ Ihorombe                                  |
| 3    | フィアナランツォア州 Fianarantsoa | ヴァトヴァヴィ＝フィトヴィナニィ Vatovavy-Fitovinany |
| 4    | マジュンガ州 Mahajanga            | ベツィブカ Betsiboka                                 |
| 4    | マジュンガ州 Mahajanga            | ブエニ Boeny                                         |
| 4    | マジュンガ州 Mahajanga            | メラキー Melaky                                      |
| 4    | マジュンガ州 Mahajanga            | ソフィア Sofia                                       |
| 5    | トアマシナ州 Toamasina            | アロチャ＝マングル Alaotra-Mangoro                   |
| 5    | トアマシナ州 Toamasina            | アナランジロフォ Analanjirofo                        |
| 5    | トアマシナ州 Toamasina            | アツィナナナ Atsinanana                              |
| 6    | トリアラ州 Toliara                | アンドロィ Androy                                    |
| 6    | トリアラ州 Toliara                | アヌシ Anosy                                         |
| 6    | トリアラ州 Toliara                | アッチモ＝アンドレファナ Atsimo-Andrefana            |
| 6    | トリアラ州 Toliara                | メナベ Menabe                                        |

## 下位行政区画
- マダガスカルの郡（英語版）